# Crotalus basiliscus
Crotalus basiliscus este o specie de șerpi din genul Crotalus, familia Viperidae, descrisă de Cope 1864. A fost clasificată de IUCN ca specie cu risc scăzut. Conform Catalogue of Life specia Crotalus basiliscus nu are subspecii cunoscute.